# Penetrometro (strumento)
Il penetrometro è un apparecchio utilizzato per valutare la consistenza di materiali particolarmente viscosi, come bitume o grasso lubrificante.
Il principio di funzionamento si basa sulla misurazione dell'affondamento di un cono, in un campione della sostanza da analizzare. Tale affondamento è influenzato, oltre che dalle caratteristiche del materiale, anche dalla temperatura e dalla forza esercitata sul cono.
Grazie ad apposite tabelle, la misura dell'affondamento, letta su un quadrante, permette di risalire alla viscosità del materiale.